# Леонида, Дмитрие
Дмитрие Леонида (рум. Dimitrie Leonida; 23 мая 1883, Фэлтичени — 14 марта 1965) — румынский учёный, инженер-энергетик, педагог, профессор, действительный член Румынской академии наук (с 21 декабря 1935). Лауреат Государственной премии Румынии I степени (1954).
Основатель первой в стране школы электротехники и машиностроения (в 1908).

## Биография

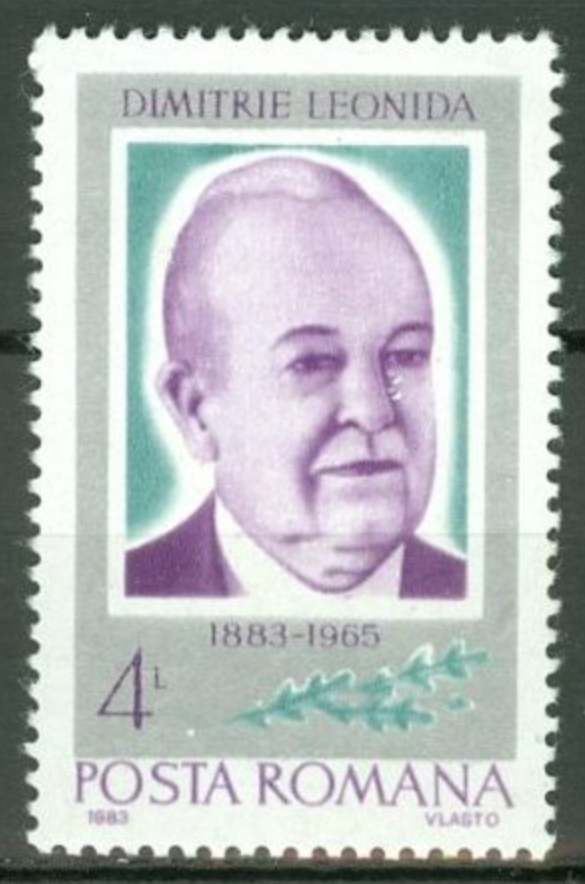
Почтовая марка Румынии 1983 года

Сын офицера кавалерии, его мать была дочерью французского инженера. Брат скульптора Георге Леонида (1893—1942) и Элизы Леонида Замфиреску (1887—1973), одной из первых женщин Румынии, получивших диплом инженера.
Окончил школу в Бухаресте (ныне Национальный колледж Михая Витеазула). Высшее образование получил в 1903—1908 годах в Берлинском техническом университете, который окончил с отличием. Ещё будучи студентом, предложил проект строительства сети метро для Бухареста.
Вернувшись на родину, работал инженером-электриком, разрабатывал новые электрические установки, занимался проблемами внедрения трамвайных сетей, метро, строительством судоходного канала Арджеш — Бухарест — Дунай с портом в Бухарест и гидроэлектростанций в Бухаресте, Орэштие, Будешти, Фундени и др.
На протяжении многих лет способствовал электрификации Румынии.
В 1908 году основал первую в стране школу электротехники и машиностроения, где бесплатно преподавал 44 года. Читал лекции в Политехническом университете Тимишоары (1924—1941) и в Политехническом институте Бухареста (1941—1945).
В 1909 году был основателем нынешнего Технического музея, носящего его имя.
Был членом Высшего водного совета (1926), Высшего совета по управлению бизнесом и государственными активами (1929), администратором, а затем техническим директором Генеральной газовой и электроэнергетической компании (1937—1942), директором Управления электрификации Румынии (1942—1945), советником Департамента электроэнергетики (1950—1955).
Избран членом Американского института инженеров-электриков (1920), членом Американской ассоциации развития науки (1920) и членом Королевского общества искусств в Лондоне (1935). Действительный член Румынской академии наук с 21 декабря 1935 г.

## Награды
- Государственная премия Румынии I степени (1954)
- Орден Труда (Румыния) 1 степени (1961)

## Память
- Имя Леонида носит одно из станций метро Бухареста.
- Его имя присвоено нескольким учебным заведениям в Бухаресте, Яссах, Констанце, Орадя и др.
- Почта Румынии выпустила марку с изображением Д. Леонида